# 医院风云
《医院风云》（丹麥語：Riget）是一部1994年至1997年播出的丹麥超自然恐怖迷你影集，由拉斯·馮·提爾開創，並與尼爾斯·沃塞爾共同編劇，以及與墨坦·亞佛烈共同執導。背景舞臺設置位於哥本哈根的哥本哈根大學附設醫院內的神經外科病房展開。
該劇集的故事發生在哥本哈根一家醫院的神經外科病房，該院是國內的主要醫院，綽號“王國”。劇中的一系列人物都遇到了奇怪的超自然現象或人為的怪事。該劇充滿了黑色幽默，柔和的棕褐色的攝影，另有兩個患有唐氏綜合症的洗碗工出現在劇中，時時討論一些問題。
2020年12月，丹麥廣播公司宣布第三季也是最後一季《醫院風雲》預定將於2021年開始拍攝，劇名命名為《醫院風雲：出埃及記》。2022年7月26日，入選第79屆威尼斯影展非競賽單元，並於2022年9月1日全球首映。2022年10月9日在瑞典串流媒體Viaplay上先行播出，同月30日播畢。而後在MUBI於2022年11月27日播出，同年12月25日播畢。

## 製作
第一季、第二季
拉斯·馮·提爾將1990年的美國電視影集《雙峰》和1965年的法國迷你影集《羅浮宮魅影》作為本劇靈感來源。
第三季
2020年12月，丹麥廣播公司宣布第三季也是最後一季《醫院風雲》預定將於2021年開始拍攝，劇名命名為《醫院風雲：出埃及記》。本季將由拉斯·馮·提爾全程執導五集。由拉斯·馮·提爾和尼爾斯·沃塞爾共同編撰寫劇本。自2021年8月起，原劇班底演員格茜塔·諾比、索倫·比爾馬克、彼得·米金特、碧吉特·拉伯格、勞拉·克里斯滕森和烏多·基爾將回歸劇集，並加入波迪爾·約根森、尼可拉斯·布洛、拉斯·米克森、尼古拉·雷·卡斯、麥可·佩斯伯蘭特、圖娃·諾沃妮、伊達·安格沃、亞絲塔·奧古斯特、大衛·丹席克、亞歷山大·史柯斯嘉等新班底演員。拉斯·馮·提爾在拍攝這部劇時經歷了一段“糟糕的時光”，因為他在拍攝期間受到了帕金森氏症的影響，但希望演員們“沒有注意到”。

## 集數
| 季數 | 季數 | 集數 | 播出日期       | 播出日期       | 電視網  |
| 季數 | 季數 | 集數 | 首播           | 季終           | 電視網  |
| ---- | ---- | ---- | -------------- | -------------- | ------- |
|      | 1    | 4    | 1994年11月24日 | 1994年12月15日 | DR      |
|      | 2    | 4    | 1997年10月10日 | 1997年10月31日 | DR      |
|      | 3    | 5    | 2022年10月9日  | 2022年10月30日 | Viaplay |

## 發行
第一、二季
本劇第一季首集於1994年11月24日在丹麥廣播公司播出，同年12月15日播畢。第二季首集於1997年10月10日播出，同月31日播畢。
第三季
第三季入選第79屆威尼斯影展非競賽單元，並於2022年9月1日全球首映。2022年10月9日在瑞典串流媒體Viaplay上先行播出，同月30日播畢。而後在MUBI於2022年11月27日播出，同年12月25日播畢。
家庭媒體
該系列被剪輯成各五個小時兩個部分的劇場版，並獲得了一些影院上映，於美國和英國以家庭媒體視訊的形式發行。
該系列在澳大利亞和紐西蘭的麥德曼娛樂的Director Suite標籤、英國的Second Sight和美國的科赫-洛伯電影公司都以DVD形式提供。
串流媒體
全新數位修復的高清版第一季和第二季將分別於2022年11月13日和11月20日在MUBI上線；修復系列的首次亮相是第三季將於11月27日在該平台上線的前奏。

## 迴響

### 評價
在Metacritic上根據9條評論（6條好評，3條褒貶不一），獲得77分（滿分100分），代表“普遍好評”。
第一、二季
美國影評人萊納德·馬爾汀對這部由兩部分組成的劇場版進行了評論，在滿分四顆星中給了它三顆星半，稱它“對於那些自以為已經看過一切的人來說是必看的” 。
儘管是一部迷你影集，《醫院風雲》仍被列在《有生之年非看不可的1001部電影》之書序列內。它被稱作“醫學恐怖史詩”，其超自然元素被描述為既怪異又神奇。
第三季
第三季於2022年9月1日在第79屆威尼斯影展全球首映後受到影評人的熱烈歡迎，《綜藝》稱其為“過頭”和“有趣”。《義大利郵報》稱讚該系列，稱其“既有趣又令人不安”，並將其與《雙峰》進行了正面比較。《The Upcoming》給了該系列3/5的評級，稱讚它的“黑色幽默”，並指出它感覺像是“對拉斯馮提爾職業生涯的致敬，對他早期作品的重新審視……充滿了使逗馬宣言與眾不同的搖擺不定的手持鏡頭移動”。《衛報》給它3/5星的評級，稱該系列是“一場噩夢般的喜劇，在簡短的步行角色中充斥著熟悉的面孔”，並說它“有趣到了一定程度，並且有豐富的紋理到錯誤，情節是完全由以前發生的事情驅動”。

## 美國改編版
恐怖小說作家史蒂芬·金在1997年改編電視迷你影集《鬼店》的製作過程時，在一間影碟出租店發現了5小時的《醫院風雲》劇場版，而且發現它“既有趣又可怕”，立即著手獲得該系列的美國改編權。當時，版權歸哥倫比亞影業所有，他們打算將該系列改編為兩小時的劇情長片。金與哥倫比亞就版權進行談判，最終將其換成了他的中篇小說《秘密之窗，秘密花園》（哥倫比亞於2004年將其改編為劇情片《秘窗》）的選擇權。
金在2004年3月至2004年7月期間在ABC播出了由《醫院風雲》改編的13集電視影集，名為《王國醫院》。《王國醫院》通常直接改編自原作的故事情節，背景設置位於緬因州劉易斯頓的一間醫院，該院位於內戰前建造的磨坊所在地。許多角色名稱都源自丹麥語，例如：Sigrid Drusse變成了Sally Druse，Stig Helmer變成了Stegman醫師。 與原作的情節不同的部分，在美國版本中加入了一個新的主角，一個昏迷的病人，“彼得·里克曼”，靈感來自金自己被小型貨車撞到的經歷，還有一隻會說話的大食蟻獸，精神嚮導阿努比斯/安圖比斯。
儘管金與共同編劇理查德·杜林為第二季制定了大綱，但由於第一季的收視率表現欠佳。《王國醫院》在“主電視網重組”後被無限期腰斬，且從未接手第二季。

## 外部連結
- 互联网电影数据库（IMDb）上《医院风云》的资料（英文）